# Інцидент з Boeing 777 у Бангкоку
Інцидент з Boeing 777 у Бангкоці — авіаційний інцидент, що стався глибокої ночі 1 травня 2017 року. Пасажирський авіалайнер Boeing 777-3M0ER російської авіакомпанії «Аерофлот» виконував плановий рейс SU270 за маршрутом Москва — Бангкок, але приблизно за 40 хвилин до посадки в аеропорту Суварнабхумі в Бангкоці літак потрапив у турбулентність ясного неба. Екіпаж зміг благополучно посадити літак у пункті призначення. З 332 осіб, що перебували на його борту (313 пасажирів і 19 членів екіпажу), ніхто не загинув, але 27 осіб отримали поранення різного ступеня тяжкості.

## Літак

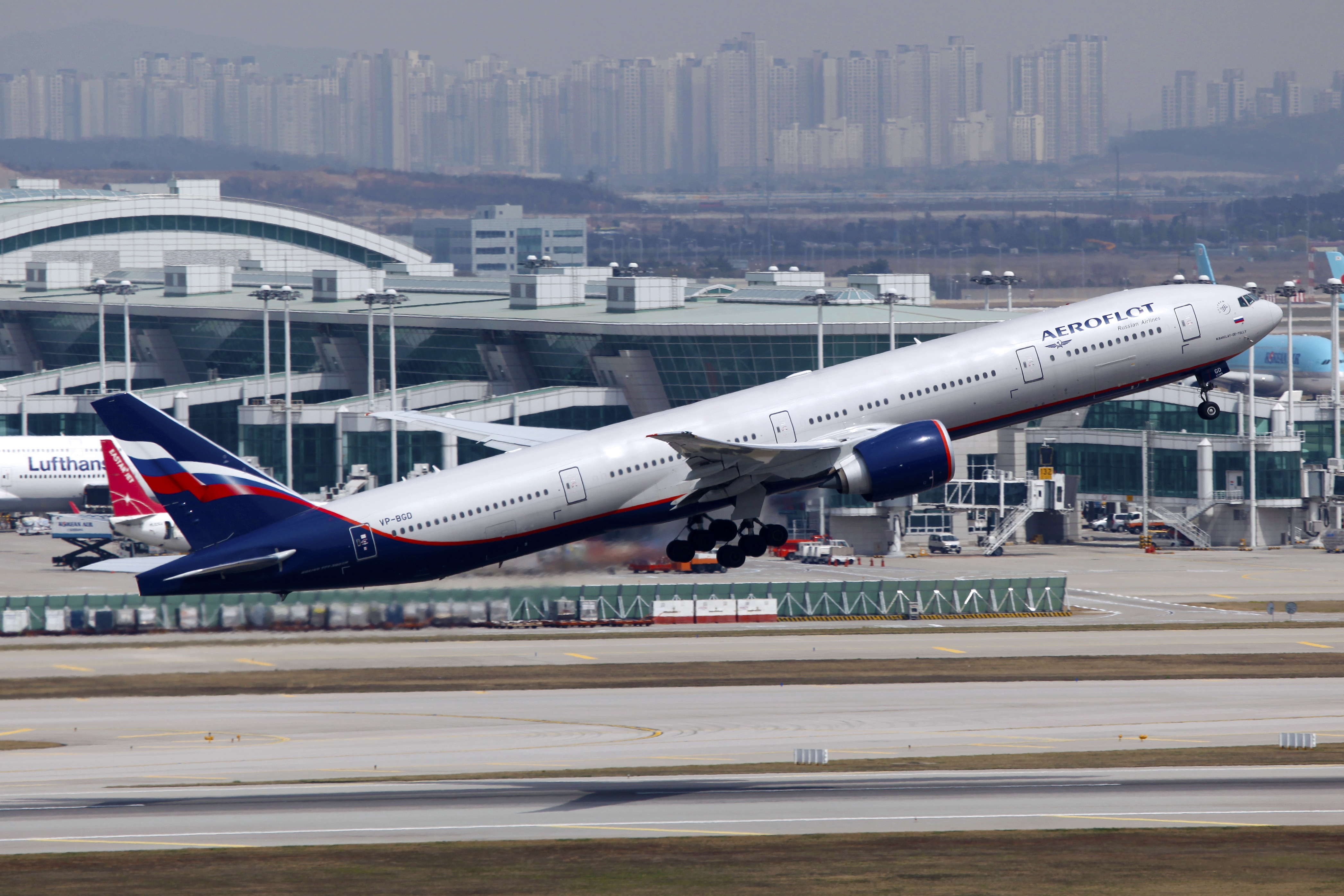
Постраждавший літак, за 3 роки і 1 місяці до інциденту, злітає з сеульського аеропорту Інчхон (Південна Корея).

Boeing 777-3M0(ER) (реєстраційний номер VP-BGD, заводський 41681, серійний 1084) був випущений у 2013 році (перший політ здійснив 23 лютого під тестовим б/н N5016R). 28 березня того ж року авіалайнер було передано авіакомпанії «Аерофлот», де отримав бортовий номер VP-BGD та ім'я M. Barclay-de-Tolly. Оснащений двома турбовентиляторними двигунами General Electric GE90-115B.

## Екіпаж та пасажири
Літаком керував екіпаж із 19 осіб у складі командира Олександра Рузова (налітав понад 23 000 годин), другого пілота Артема Унанова (налітав понад 10 500 годин) та 17 бортпровідників під керівництвом старшого бортпровідника Світлани Тарахової.
Серед пасажирів на борту були громадяни Таїланду.